# Подводные лодки проекта 907 «Тритон-1М»
Сверхмалые подводные лодки проекта 907 «Тритон-1М» — проект сверхмалых подводных лодок ВМФ СССР. Состояли на вооружении флота с 1973 года по 1990-е годы. Предназначены для патрулирования акватории портов и рейдов, доставки и эвакуации водолазов-разведчиков, минирования причалов, кораблей противника, исследования морского дна. Всего было построено 32 лодки.

## История проектирования и строительства
Работы по программе велись группой специалистов из ЦПБ «Волна» под руководством главного конструктора Я. Е. Евграфова. С 6 апреля 1970 года обязанности главного конструктора по работам, направленным на создание средств транспортировки боевых пловцов, стал исполнять Б. В. Подсевалов, сменивший ушедшего на пенсию Евграфова. Эскизный проект СМПЛ «Тритон-1 М» был разработан в 1968 году. Разработка технического проекта двухместной сверхмалой подлодки была завершена в декабре 1969 года. В 1970 году вся рабочая документация по СМПЛ была передана на Ново-Адмиралтейский завод, и в том же году рабочие завода приступили к строительству первых СМПЛ типа «Тритон-1 М». В 1971—1972 годах на Ново-Адмиралтейском заводе в Ленинграде были построены два первых аппарата типа «Тритон-1 М» — опытные экземпляры, предназначенные для осуществления всесторонних испытаний и изучения всех особенностей процесса строительства и эксплуатации нового типа подводных лодок. С 11 по 28 января 1973 года обе СМПЛ были подготовлены к проведению государственных испытаний, которые прошли в период с 1 февраля по 9 июня 1973 года с перерывом с 4 по 29 апреля — для устранения выявленных замечаний. 30 июня 1973 года был выполнен контрольный выход в море. В тот же день членами Комиссии государственной приемки под председательством капитана 1 ранга Н. А. Мышкина были подписаны приемные акты на оба аппарата, которые и были переданы ВМФ СССР.

## История службы
Сверхмалые подлодки предназначались для транспортировки боевых пловцов – с целью обеспечения решения широкого круга задач. С помощью такой техники водолазы должны были выполнять патрулирование охраняемых акваторий портов и рейдов, выполнять охрану районов от боевых пловцов противника, проводить обследование морского дна и обеспечивать обслуживание подводных сооружений. Кроме того, «Тритоны» могли использоваться в разведывательных и диверсионных операциях для доставки и эвакуации личного состава. В зависимости от характера операции, «Тритоны» могли действовать самостоятельно или с судном-носителем.
В 90е, ввиду выработки ресурса и недостатка финансов, флот был вынужден списать все или почти все такие СМПЛ. Впрочем, по некоторым данным, отдельные экземпляры продолжали службу едва ли не до двухтысячных годов. «Тритоны-1М» могли сохраниться в составе флотов России, Украины и Азербайджана. 
Известно также о семи аппаратах которые стали экспонатами в музеях или монументами. Но из них всех идентификации поддается только В-550, которая была в 2014 году установлена во Владивостоке на постаменте в 42-м отдельном морском РПСпН на острове Русский.

## Представители
| №  | Наименование корабля | Заводской номер | Дата закладки | Дата спуска | Вступление в строй | Информация                                                   |
| -- | -------------------- | --------------- | ------------- | ----------- | ------------------ | ------------------------------------------------------------ |
| 1  | В-482                | 16503/1         | 20.11.1971    | 12.07.1972  | 30.06.1973         | Испытательный образец                                        |
| 2  | В-483                | 16503/2         | 20.11.1971    | 12.07.1972  | 30.06.1973         | Испытательный образец                                        |
| 3  | B-526                | 01530           | 10.03.1974    | 01.06.1975  | 25.12.1975         |                                                              |
| 4  | B-529                | 01531           | 10.03.1974    | 01.06.1975  | 25.12.1975         |                                                              |
| 5  | В-550                | 01535           | 10.03.1974    | 01.06.1975  | 25.12.1975         | Установлена на постамент во Владивостоке, на острове Русский |
| 6  | B-532                | 01532           | 10.03.1974    | 01.06.1975  | 27.12.1975         |                                                              |
| 7  | B-537                | 01533           | 10.03.1974    | 01.06.1975  | 27.12.1975         |                                                              |
| 8  | B-544                | 01534           | 10.03.1974    | 01.06.1975  | 27.12.1975         |                                                              |
| 9  | B-535                | 01536           | 1974          | 03.12.1976  | 01.10.1977         |                                                              |
| 10 | B-545                | 01538           | 1974          | 03.12.1976  | 01.10.1977         |                                                              |
| 11 | B-540                | 01537           | 1974          | 03.12.1976  | 30.09.1977         |                                                              |
| 12 | B-547                | 01539           | 1974          | 03.12.1976  | 30.09.1977         |                                                              |
| 13 | B-559                | 01540           | 1974          | 03.12.1976  | 30.09.1977         |                                                              |
| 14 | B-560                | 01541           | 1974          | 03.12.1976  | 28.09.1977         |                                                              |
| 15 | B-?                  | 01542           | ?             | 16.01.1978  | 29.09.1978         |                                                              |
| 16 | B-?                  | 01543           | ?             | 16.01.1978  | 29.09.1978         |                                                              |
| 17 | B-?                  | 01544           | ?             | 16.01.1978  | 29.09.1978         |                                                              |
| 18 | B-?                  | 01545           | ?             | 16.01.1978  | 29.09.1978         |                                                              |
| 19 | B-?                  | 01546           | ?             | 16.01.1978  | 29.09.1978         |                                                              |
| 20 | B-?                  | 01547           | ?             | 16.01.1978  | 29.09.1978         |                                                              |
| 21 | B-?                  | 01548           | ?             | 10.04.1979  | 17.08.1979         |                                                              |
| 22 | B-?                  | 01549           | ?             | 10.04.1979  | 17.08.1979         |                                                              |
| 23 | B-?                  | 01550           | ?             | 10.04.1979  | 17.08.1979         |                                                              |
| 24 | B-?                  | 01551           | ?             | 10.04.1979  | 17.08.1979         |                                                              |
| 25 | B-?                  | 01552           | ?             | 10.04.1979  | 17.08.1979         |                                                              |
| 26 | B-?                  | 01553           | ?             | 10.04.1979  | 17.08.1979         |                                                              |
| 27 | B-?                  | 01554           | ?             | 25.04.1980  | 11.08.1980         |                                                              |
| 28 | B-?                  | 01555           | ?             | 25.04.1980  | 11.08.1980         |                                                              |
| 29 | B-?                  | 01556           | ?             | 25.04.1980  | 11.08.1980         |                                                              |
| 30 | B-?                  | 01557           | ?             | 27.04.1980  | 11.08.1980         |                                                              |
| 31 | B-?                  | 01558           | ?             | 27.04.1980  | 11.08.1980         |                                                              |
| 32 | B-?                  | 01559           | ?             | 27.04.1980  | 11.08.1980         |                                                              |

## Галерея

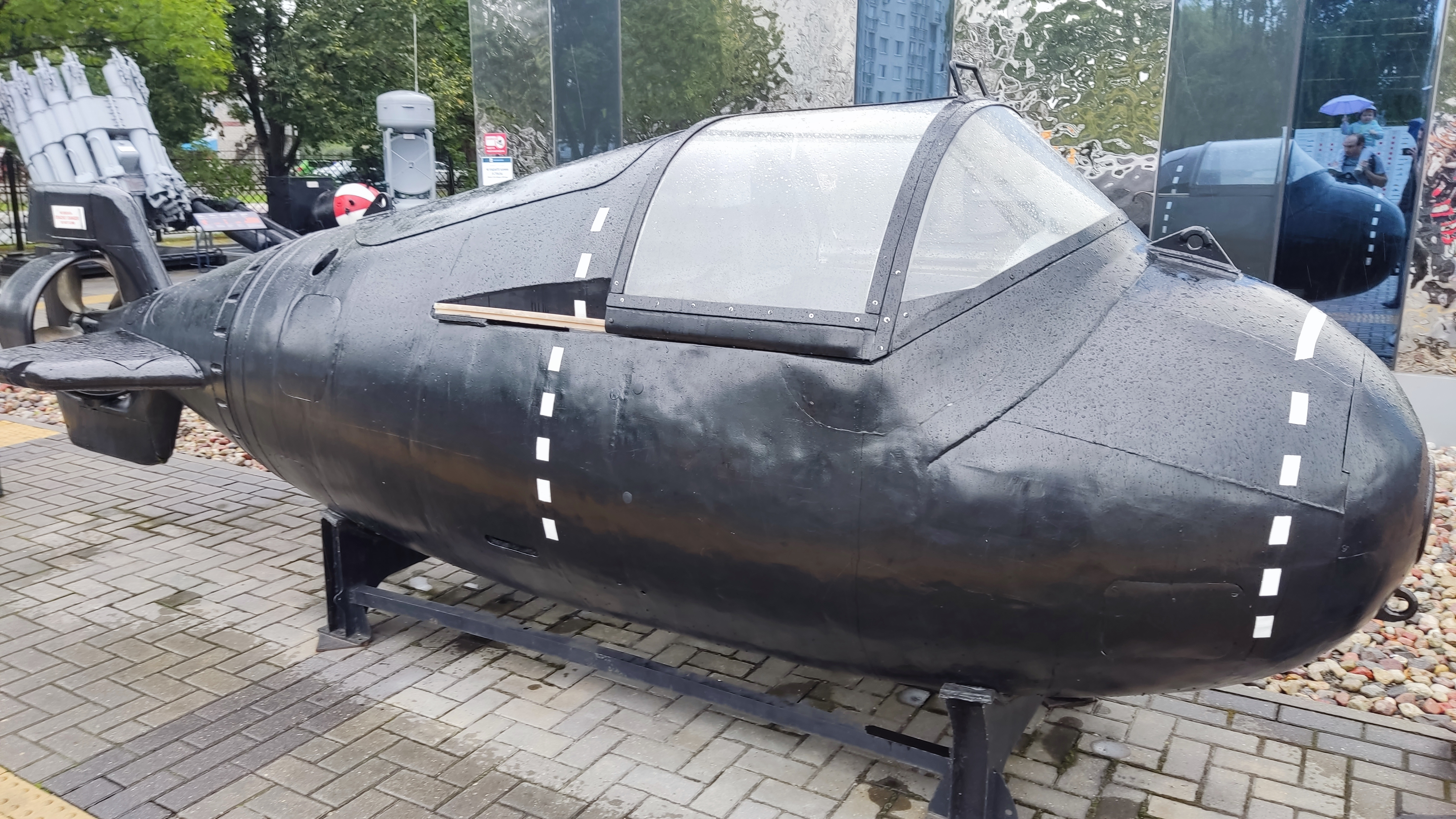
Экспонат в музее Мирового океана в Калининграде
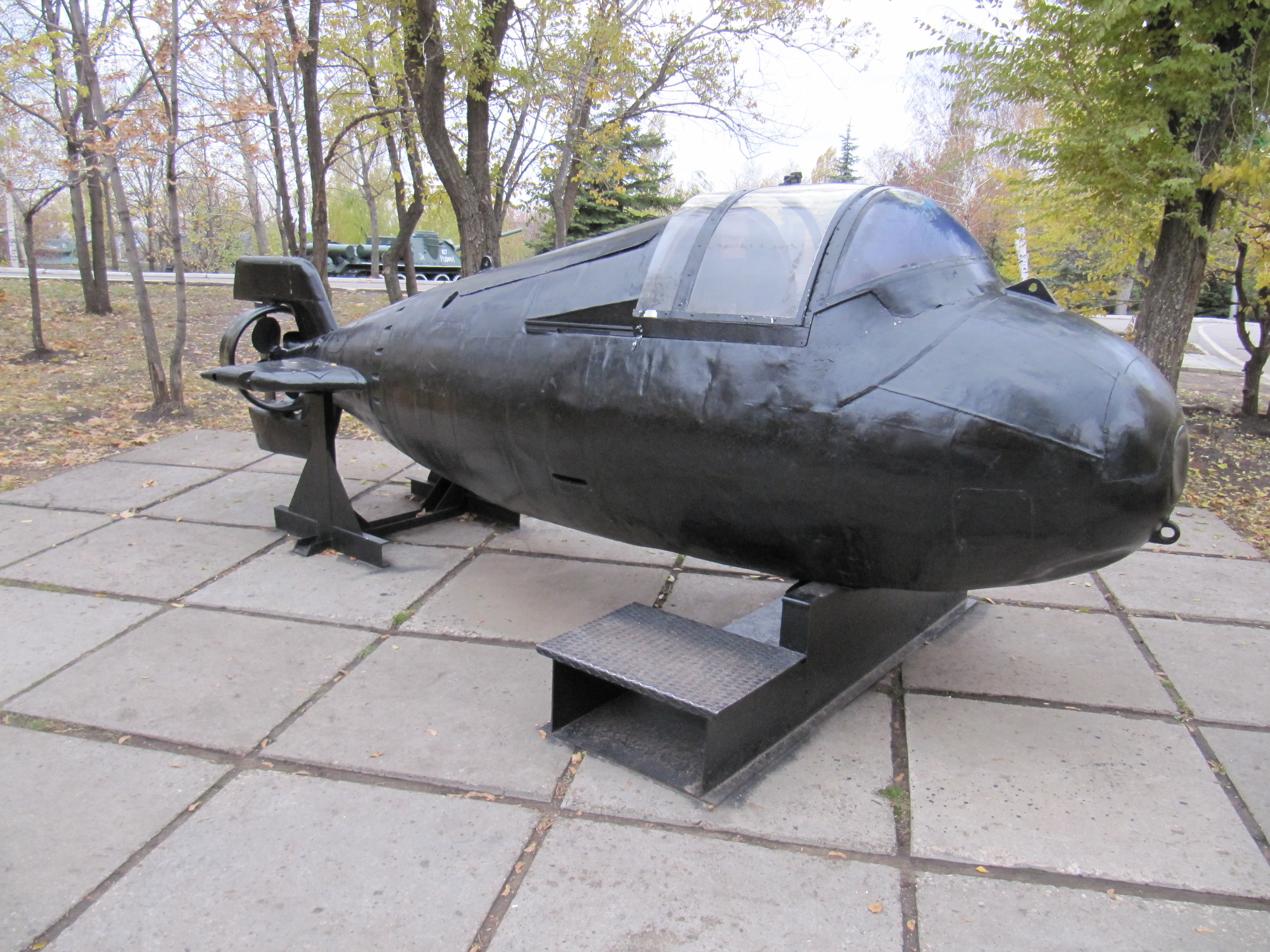
Экспонат в музее боевой и трудовой славы в Саратове
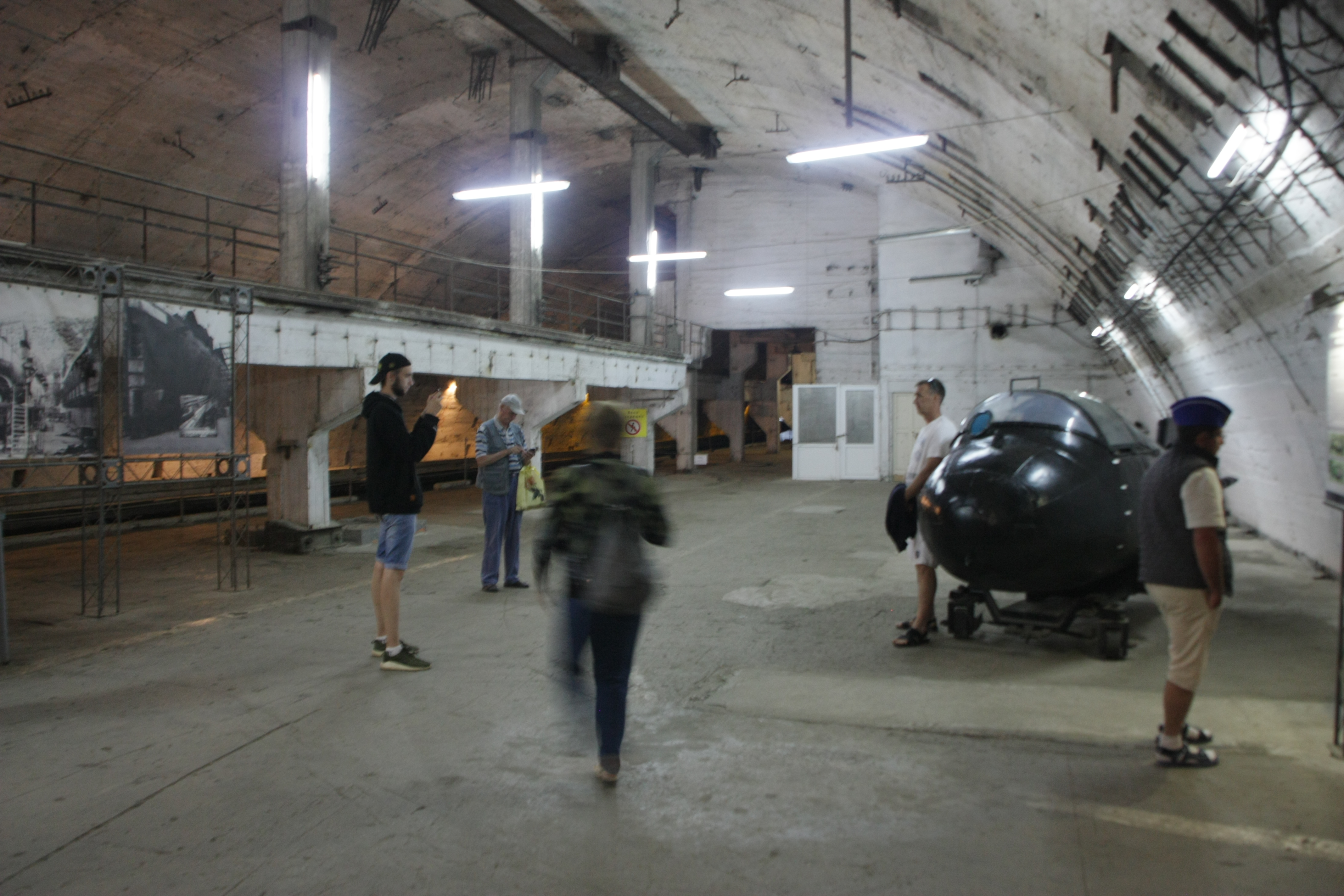
Экспонат балаклавского подземного музейного комплекса в Севастополе.